# Hedingham Castle
Hedingham Castle er en middelalderlig fæstning, der ligger i landsbyen Castle Hedingham, Essex, England. Det er blevet beskrevet som det bedst bevarede normanniske keep i England. Fæstningen og de omkringliggende bygninger blev opført omkring år 1100, og keepet blev bygget omkring 1140. Sidstnævnte er dog den eneste større struktur fra middelalderen, som er bevaret i dag, dog med undtagelse af to sidetårne, der også er forsvundet.